# Marin Moraru

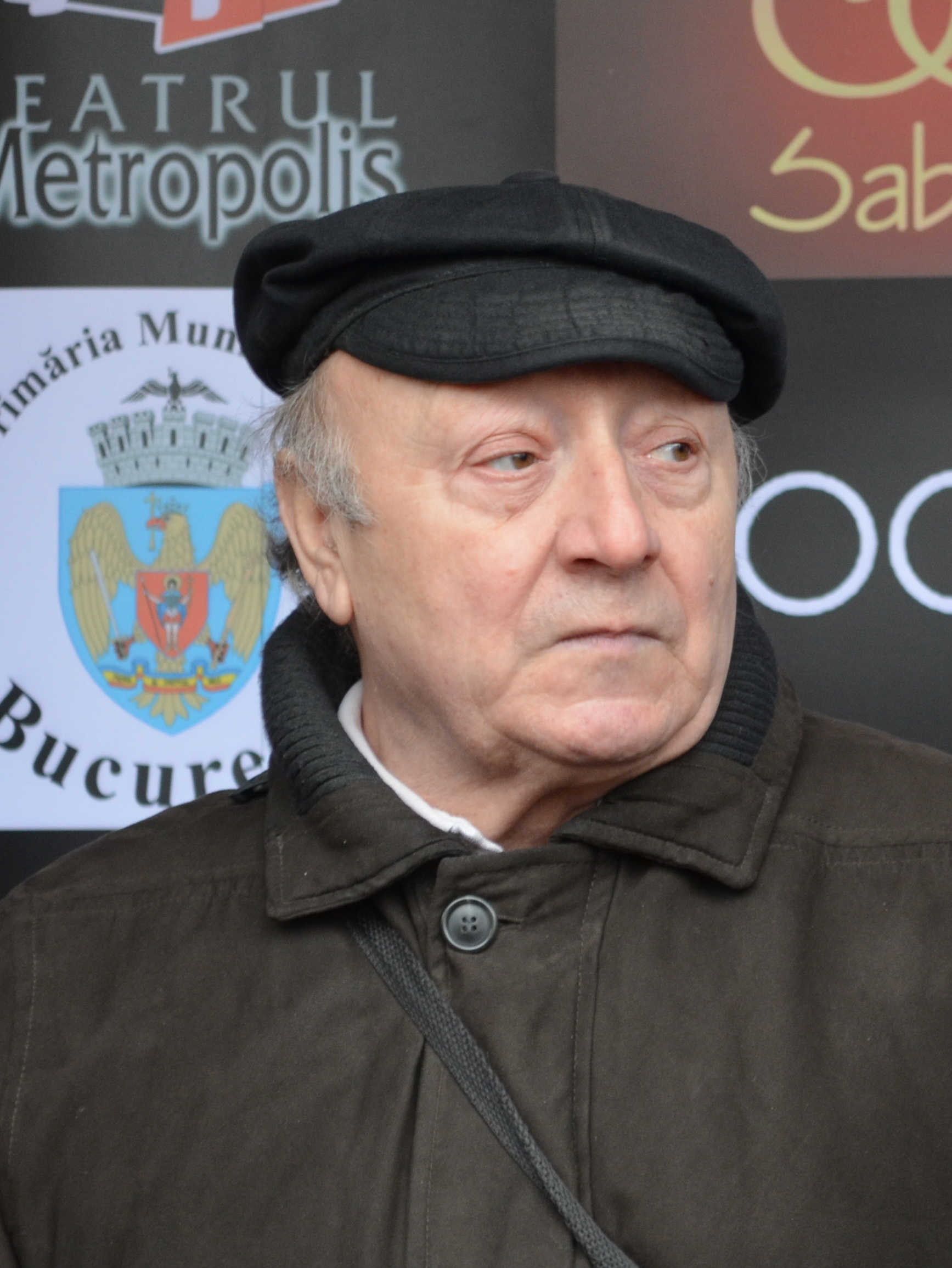
Marin Moraru (2011)

Marin Moraru (* 31. Januar 1937 in Bukarest; † 21. August 2016 ebenda) war ein rumänischer Schauspieler.

## Leben
Marin Moraru machte 1961 seinen Abschluss in Schauspiel an der Nationaluniversität der Theater- und Filmkunst „Ion Luca Caragiale“. Anschließend spielte er an Theatern wie Teatrul Metropolis, Teatrul de Comedie, București und Teatrul Bulandra. Außerdem lehrte er auch von 1974 bis 1980 an seiner alten Universität Schauspiel. Parallel dazu spielte er in mehreren Filmen mit, darunter Die Rache der Heiducken, Philip, der Gute und Debüt der Liebe.

## Filmografie (Auswahl)
- 1966: Amza, der Schrecken der Bojaren (Haiducii)
- 1967: Der Major und der Tod (Maiorul și moartea)
- 1968: Die Rache der Heiducken (Răzbunarea haiducilor)
- 1975: Das Elixier der Jugend (Elixirul tinereții)
- 1975: Der Schauspieler und die Wilden (Actorul și sălbaticii)
- 1975: Ein Kriminalkommissar klagt an (Un comisar acuză)
- 1977: Philip, der Gute (Filip cel Bun)
- 1984: Orientierungslauf (Concurs)
- 1985: Gefährlicher Flug (Zbor periculos)
- 1985: Im Ring (Ringul)
- 1985: Sentimentaler Sommer (Vară sentimentală)
- 1987: Debüt der Liebe (În fiecare zi mi-e dor de tine)
- 1987: Die Silbermaske (Masca de argint)
- 2002: Der Stellvertreter (Amen.)